# Fat Cat (Jazzclub)
Fat Cat  ist ein New Yorker Jazzclub.
Der von Mitch Borden seit den frühen 2000ern geführte Jazzclub Fat Cat (75 Christopher Street, Ecke 7nd Avenue) liegt im Stadtviertel West Village von Manhattan. In dem Club traten Musiker wie u. a. Killer Ray Appleton, Melvin Rhynes, Milton Cardona, Ilya Lushtak, Hank Jones, Leroy Williams, Jimmy Cobb, Richard Wyands und Joe Lee Wilson auf. Dort entstanden seit 2004 Mitschnitte der Auftritte von Barry Harris, Sheryl Bailey/Gary Versace, Omer Avital, Gilad Hekselman, Ian Hendrickson-Smith und des Greg Glassman/Stacy Dillard Quintett, die auf Tonträgern veröffentlicht wurden.